# Мол (река)
Мол — река в России, протекает по территории Ильинского района Пермского края. Длина реки составляет 21 км.
Исток реки находится в урочище Торопицыны в 20 км к северо-западу от посёлка Ильинский. Река течёт на юг и юго-восток, впадает в Обвинский залив Камского водохранилища в 17 км от начала залива по левому берегу. До создания Камского водохранилища река была притоком Обвы. В устье реки стоит село Дмитриевское, ширина реки у устья — 15 метров.
Притоки — Захарбуш (левый); Дювашор, Курупашор, Кычереш (правые).

## Данные водного реестра
По данным государственного водного реестра России относится к Камскому бассейновому округу, водохозяйственный участок реки — Кама от города Березники до Камского гидроузла, без реки Косьва (от истока до Широковского гидроузла), Чусовая и Сылва, речной подбассейн реки — бассейны притоков Камы до впадения Белой. Речной бассейн реки — Кама.
Код объекта в государственном водном реестре — 10010100912111100009851.